# Chariot à bœufs

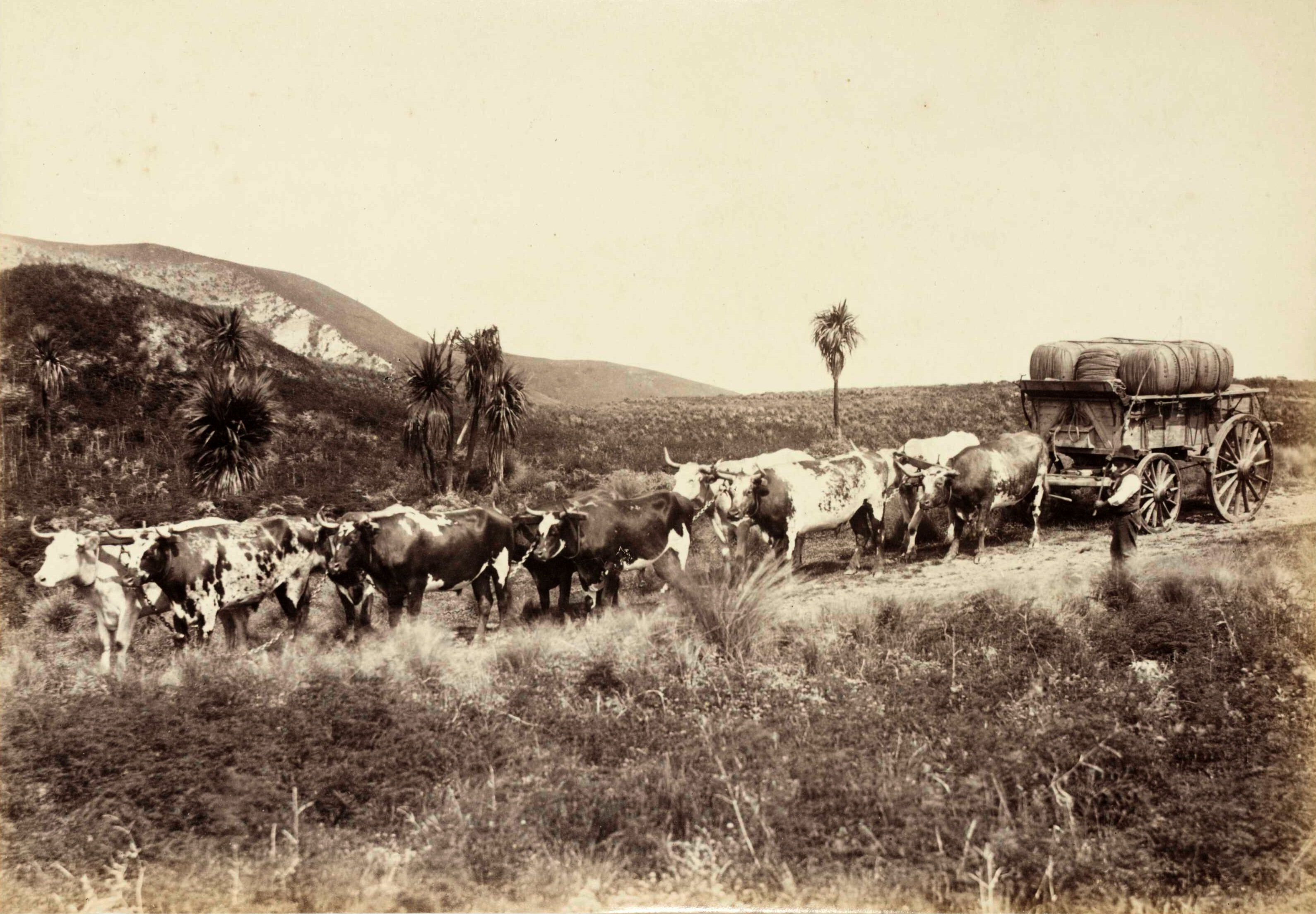
Un char à bœufs transportant de la laine en Nouvelle-Zélande, vers 1880.

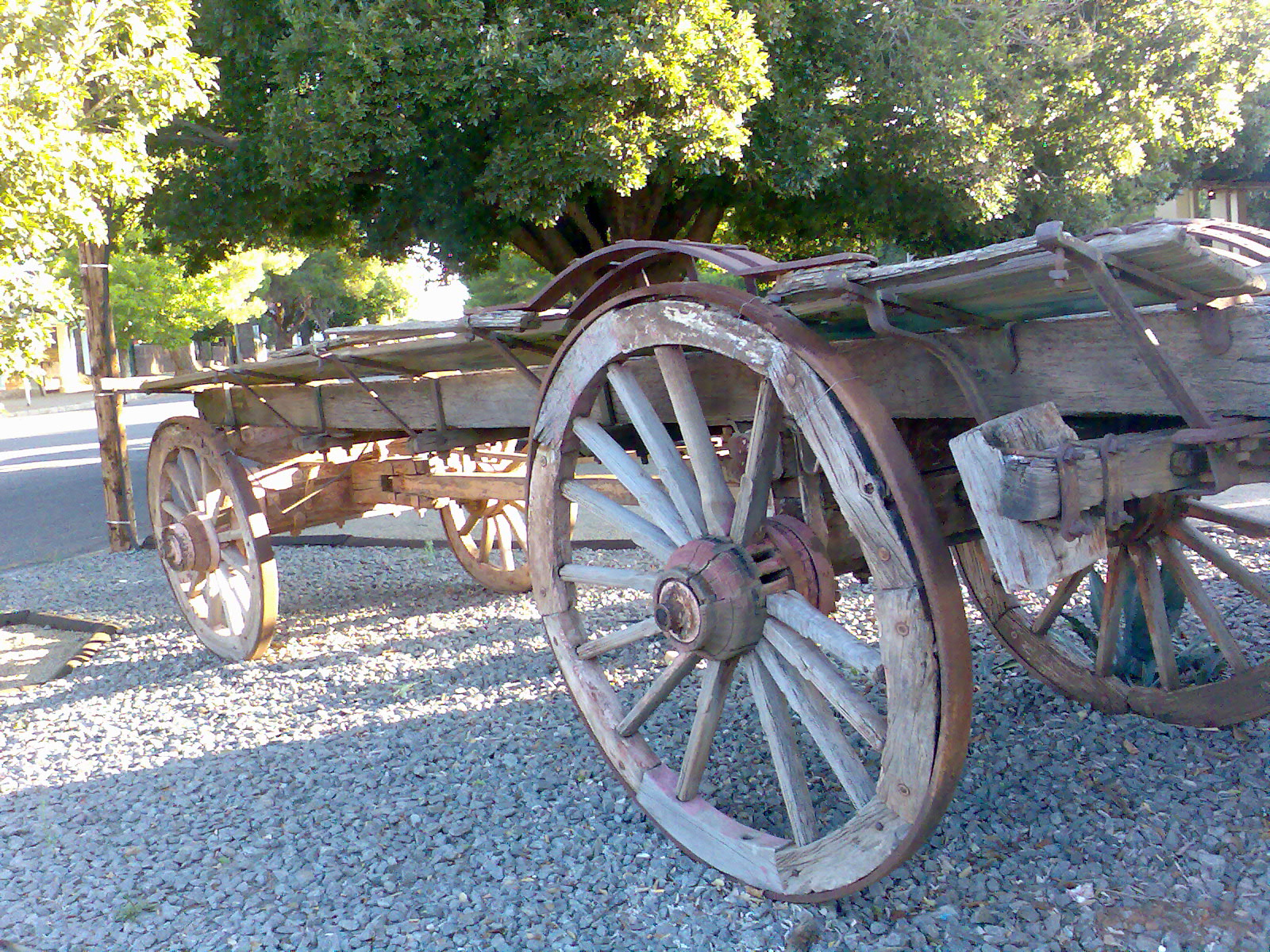
Un char à bœufs à 4 roues

Le chariot à bœufs est un véhicule de transport traditionnel, particulièrement adapté aux territoires vastes dont les routes n'étaient pas encore aménagées. 
Ainsi au haut Moyen Âge, en Occident lorsque les voies romaines n'étaient pas ou peu entretenues, ce moyen de transport est mentionné dans les écrits d'Eginhard, biographe de Charlemagne. De même en Eurasie, au XIIIe siècle, dans l'Empire mongol, il y a à peine des pistes. La traction par des bœufs, plus lente que celle des chevaux, permet de mieux préserver les charriots. De même les Russes utilisent des chars à bœufs, bâchés, pour le transport des pelleteries et les Mongols eux-mêmes, transportent leurs logements par ce même moyen. 
En particulier en Afrique du Sud et dans les pays adjacents, mais aussi en Nouvelle-Zélande et en Australie, où ce chariot était connu sous le nom de Ox wagon (Bullock wagon en Australie). La première utilisation connue de ces chariots à bœufs date d'environ mai 1670, mais ils sont toujours utilisés de nos jours en certaines circonstances en concurrence avec les voitures.

## Construction
Les chariots à bœufs sont généralement tractés par un groupe de bœufs, généralement assemblés par paire(s). Ce qui leur donnait un large rayon de braquage, adapté à une traction en campagne voire en boulevards urbains larges tels celui de Bulawayo au Zimbabwe (40 mètres de large), ou Grahamstown en Afrique du Sud, considérés comme "suffisamment larges pour permettre le virage d'un chariot à bœufs", selon l'expression consacrée.
Le chariot lui-même était généralement fait de diverses sortes de bois, avec un cerclage des roues fait de fer, de même que pour les axes. Les roues arrière étaient généralement significativement plus larges que les roues avant, et solidement liées au chariot lui-même. Le diamètre des roues avant était généralement tel qu'il ne permettait pas aux roues passer sous le chariot, ce qui empêchait donc des virages courts. L'ensemble était surtout limité par l'attelage de bœufs, qui, par son importance, donnait une bonne stabilité à l'ensemble. Une liaison renforcée entre l'attelage et l'arrière du chariot était par ailleurs nécessaire en cas de lourd chargement. 
La charge était généralement couverte d'arches de bois, avec éventuellement une bâche ; le conducteur était lui le plus souvent à l'air sur un banc (Afrikaans: wakis).

## Symbolisme afrikaner

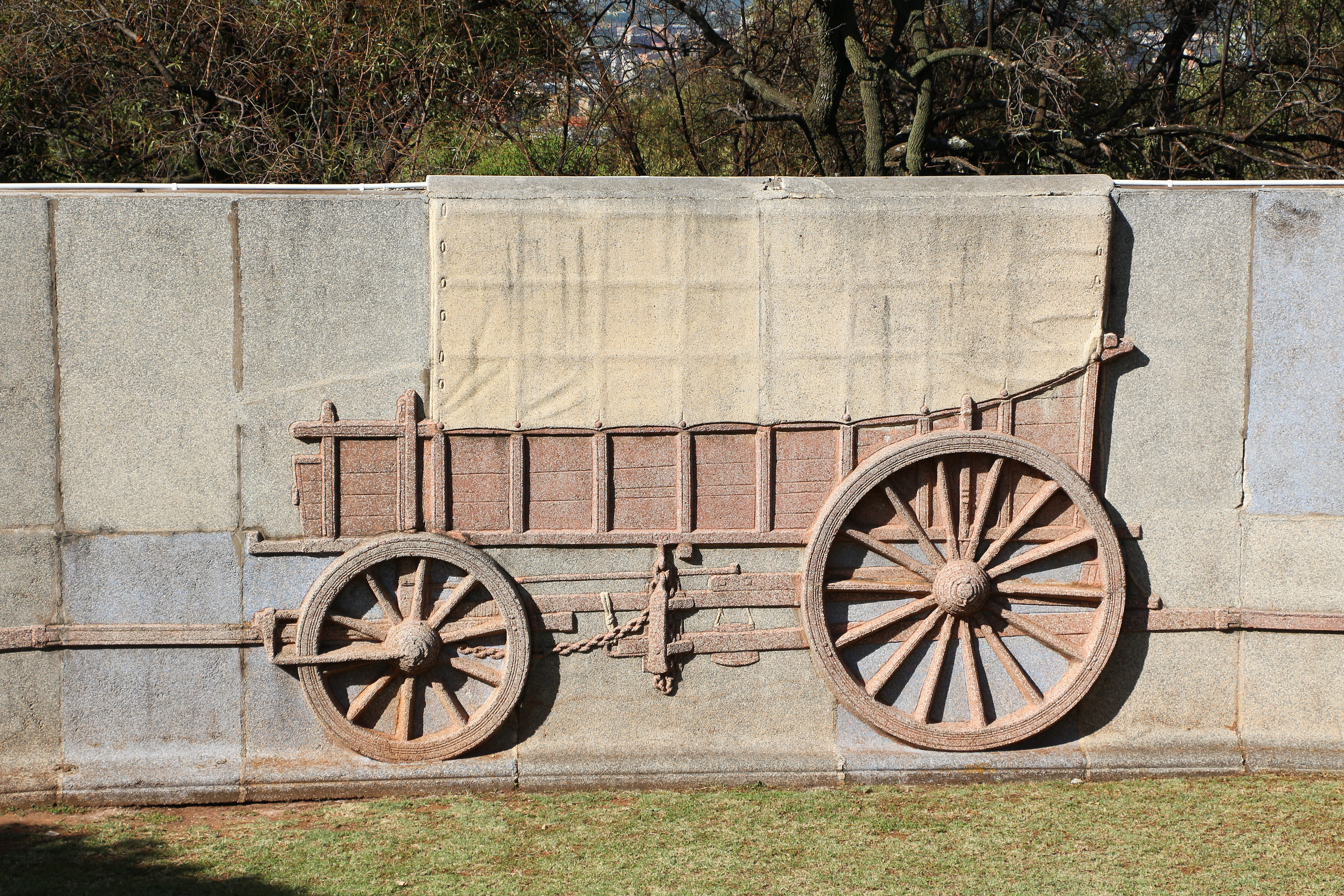
Bas-relief d'un char à boeufs au Voortrekker Monument à Pretoria.

En Afrique du Sud, les chariots à bœufs sont devenus des symboles de la culture afrikaner, essentiellement pour leur utilisation par les Voortrekkers à l'occasion du Grand Trek vers le nord et le nord-est de la Colonie du Cap dans les années 1830 et 1840. L' Ossewa est mentionné dans le premier vers de Die Stem, le poème en afrikaans qui devint le texte de l'hymne national d'Afrique du Sud de 1957 à 1994. Quand une organisation afrikaner pro-Nazi se développa en 1939, pour s'opposer à l'entrée en guerre du pays contre l'Allemagne à l'occasion de la Seconde Guerre mondiale, ils se dénommèrent les Ossewabrandwag (« Sentinelle des Chariots à Bœufs »).
Au Sir Lowry's Pass, au sortir du Cap vers l'est, sur la route des Vootrekkers, les traces des chariots à bœufs dans le roc sont désormais classées monument national.

## Australie

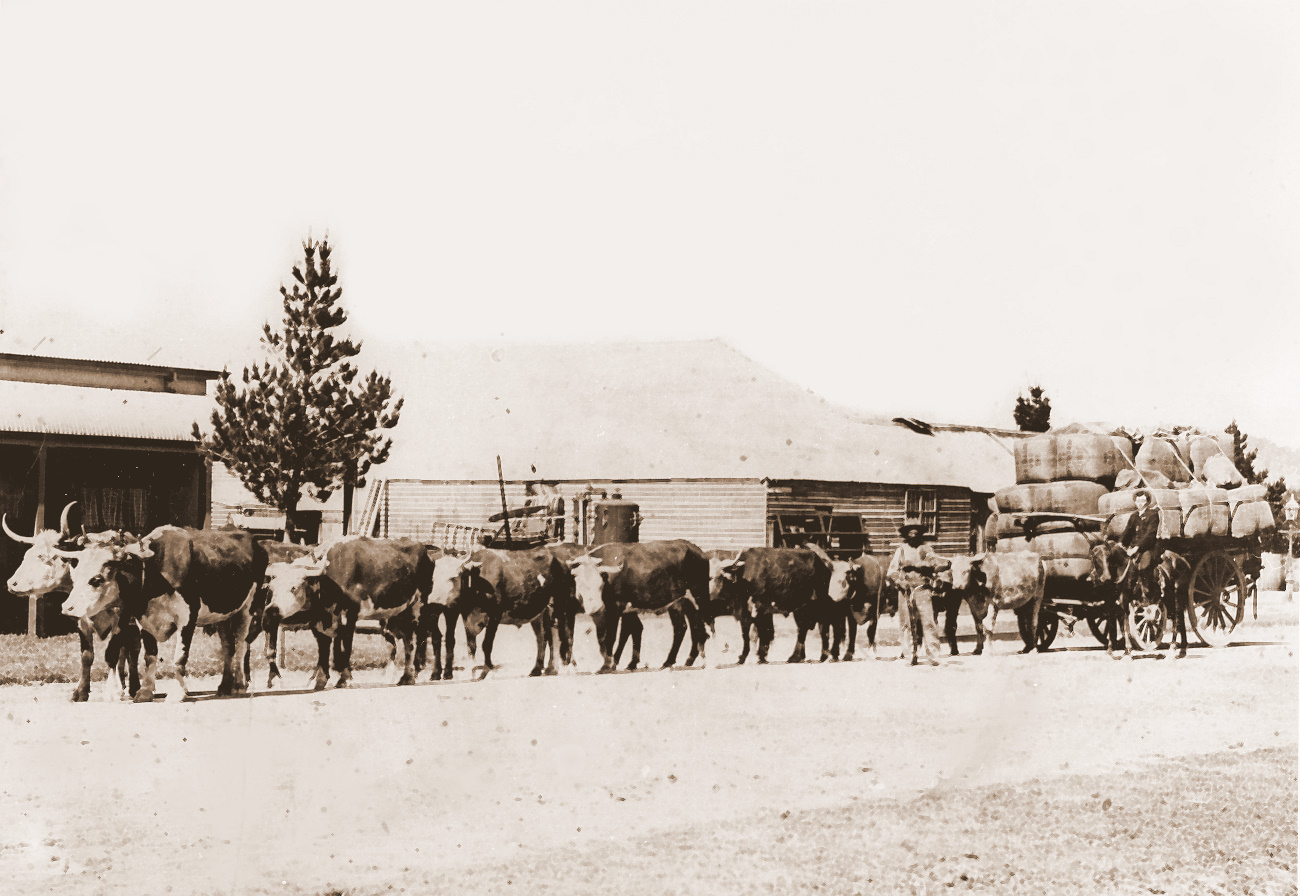
Un chariot à bœufs australien

Les chariots à bœufs ont également été importants dans l'histoire de la colonisation de l'Australie. 
Olaf Ruhen, dans son livre Bullock Teams, remarque comment les équipages de chariots à bœufs "taillèrent et construisirent la colonie. Ils creusèrent les routes et construisirent le chemin de fer ; leur force de traction rendit possible le peuplement de l'intérieur; leur contribution aux moissons et à abattage de bois ouvrit les forêts; ils offrirent un début aux jeunes entreprenants". Les chariots à bœufs étaient préférés par de nombreux explorateurs et convoyeurs pour leur faible coût, leur calme, leur endurance, et la maitrise plus aisée que pour des attelages de chevaux, ce qui les rendit plus populaire pour le trait. Comprenant régulièrement de très longs attelages, appareillées deux par deux, ils furent abondamment utilisés pour la construction de routes et voies de chemin de fer. Les charrettes à deux roues, cerclées de fer de 3 pouces, furent au début souvent utilisées. Après environ 1860, les chariots à 4 roues se généralisèrent, permettant de charger de 6 à 8 tonnes, et tirés par 16 ou 18 bœufs. Ils étaient en principe tirés par une paire de bêtes dociles et habituées aux ordres verbaux.  Le conducteur d'attelagé était appelé bullocky, bullock puncher ou teamster.
De nombreuses villes de campagne australiennes doivent leur origine à ces attelages, ayant généralement grandi à partir d'un poste relais de ces attelages ou un gué. Ceux-ci étaient distants d'une vingtaine de kilomètres, ce qui était la distance habituellement couverte par jour.